# Rubinul cu șapte stele
Rubinul cu șapte stele (engleză The Jewel of Seven Stars) este un roman de groază de fantezie al scriitorului irlandez Bram Stoker, publicat pentru prima dată de Heinemann în 1903. Povestea este o narațiune la persoana întâi a unui tânăr (Malcolm Ross) atras în complotul unui arheolog pentru a o reînvia pe Regina Tera, o mumie egipteană antică. Acesta explorează teme comune de fin de siècle, cum ar fi imperialismul, ascensiunea New Woman și a feminismului și progresul societății.
Prima ediție americană a fost publicată de Harper & Brothers în 1904.
Deși Regina Tera este un personaj complet fictiv, este foarte asemănătoare cu Regina Hatșepsut (sfârșitul secolului XVI î.Hr. - cca. 1482 î.Hr.), al cincilea faraon din a 18-a dinastie, soție și regentă a faraonului Tutmes al II-lea. Ca faraon, deoarece Egiptul a fost un regat patriarhal, Hatșepsut și-a distrus public feminitatea; toate „imaginile după încoronarea ei o descriu ca un bărbat  - umeri largi, șolduri înguste, și nici un indiciu al pieptului“.
La fel ca romanul Dracula, aproape nimeni nu a acordat atenție romanului Rubinul cu șapte stele până în anii 1960. Când romanul a fost publicat în 1903, criticii și cititorii au fost puțin confuzi și nedumeriți de poveste. Un critic a spus că cititorii își vor „strica creierul încercând să înțeleagă această poveste extraordinară”.

## Adaptări
Televiziune
- Mystery and Imagination: "The Curse of the Mummy" (1970)

Film
- Blood from the Mummy's Tomb (1971)
- The Awakening (1980)
- The Tomb (1986)
- Bram Stoker's Legend of the Mummy (1998)

Video
- Legend of the Mummy (1997)

Radio
- The Mummy (1999)

Povestiri
- Seven Stars de Kim Newman